# بحر أبو قردة
بحر إدريس أبو قردة ولد في (1 يناير 1963) منطقة شمال دارفور.
زعيم جبهة المقاومة المتحدة، وهي جماعة متمردة تقاتل ضد الحكومة السودانية في دارفور. وهو القائد السابق لحركة العدل والمساواة.
قام بتشكيل الحركة بعد اختلافه مع خليل ابراهيم زعيم حركة العدل والمساواة.
تم استدعاء أبو قردة للمثول أمام المحكمة الجنائية الدولية بتهمة ارتكاب جرائم حرب تتعلق بالهجوم الذي وقع عام 2007 والذي قتل فيه 12 من قوات حفظ السلام التابعة للاتحاد الأفريقي. وهو أول شخص على الإطلاق يمثل طوعاً أمام المحكمة الجنائية الدولية، وأول شخص يمثل أمام المحكمة فيما يتعلق بالحرب في دارفور. ونفى المزاعم الموجهة ضده: «إنني أتطلع إلى مسح اسمي من هذه القضية لأنني متأكد... أنني بالتأكيد غير مذنب». وعُقدت جلسة إقرار التهم الموجهة إليه في الفترة من 19 إلى 29 أكتوبر/ تشرين الأول 2009، وانتهت بقرار من القضاة بعدم تأكيد التهم ورفض استئناف المدعي العام في 23 أبريل/ نيسان 2010. تم تعيينه وزيرا للصحة في 2011.

## مرحلة الطفولة
ولد أبو قردة في نانا، شمال دارفور، السودان، وهو من قبيلة الزغاوة.

## تعليمه
درس المرحلة الابتدائية حتى الصف الثالث في مدرسة «باسا» ثم انتقل ليكمل بقية تعليمه العام في مدينة الفاشر.
التحق بجامعة السودان للعلوم والتكنلوجيا كلية الاقتصاد وحصل علي دبلوم في التجارة.
ثم انضم لجامعه النيلين ليحصل علي البكالريوس في إدارة الأعمال من جامعة النيلين.
ثم حصل علي على دبلوم عال في العلاقات الدولية من جامعة الخرطوم في العام 1998.

## نشاطه السياسي
كان لبحر ادريس دور في العمل الطلابي بالجامعة حيث شغل موقع امين العلاقات الخارجية لرابطة طلاب كلية التجارة ثم امين العلاقات الخارجية لاتحاد طلاب جامعة السودان.
امتد نشاطه السياسي خارجها لمساحات مختلفة كان اخرها، قبل الخروج إلى تشاد في العام 1998، موقعا يتصل بالنشاط الخارجي لمركز الدراسات الاستراتيجية بالخرطوم.

## مهنة في الجماعات المسلحة
من يناير 2005 إلى سبتمبر 2007، كان نائب رئيس حركة العدل والمساواة، وهي جماعة إسلامية مسلحة قاتلت ضد الحكومة السودانية والميليشيات الموالية للحكومة في دارفور. وانشق عن حركة العدل والمساواة، وفي 4 أكتوبر/ تشرين الأول 2007، شارك في تشكيل جماعة مسلحة جديدة تسمى القيادة الجماعية لحركة العدل والمساواة.

## أتهامات المحكمة الجنائية الدولية
في 20 تشرين الثاني/ نوفمبر 2008، قدم المدعي العام للمحكمة الجنائية الدولية، لويس مورينو أوكامبو، أدلة تزعم أن أبو قردة وقائدين آخرين من المتمردين مذنبون بارتكاب جرائم حرب فيما يتعلق بعملية عام 2007 حاصر فيها نحو ألف متمرد وهاجموا معسكر لقوات حفظ السلام التابعة للاتحاد الأفريقي في هاسكانيتا بدارفور، مما أسفر عن مقتل اثني عشر.
في 7 مايو 2009، وجدت دائرة ما قبل المحاكمة أن هناك أسبابًا تدعو للاعتقاد بأن أبو قردة كان مسؤولًا عن ثلاث تهم بارتكاب جرائم حرب: القتل والنهب والتوجيه المتعمد للهجمات ضد الأفراد أو المنشآت أو المواد أو الوحدات أو المركبات المتورطة في بعثة حفظ السلام. قال المدعي العام إن أمر التوقيف غير ضروري لأن أبو جردة قد أبدى استعداده للمثول أمام المحكمة، لذلك أصدرت المحكمة استدعاءً لأمره بالمثول أمام المحكمة في 18 مايو/ أيار 2009. سافر أبو قردة إلى لاهاي على متن طائرة تجارية في 17 مايو وأصبح أول شخص يظهر طوعًا أمام المحكمة الجنائية الدولية.
أنكر أبو قردة جميع التهم المنسوبة إليه وادعى أنه ضحية نزاع بين الجبهة المتحدة الثورية وحركة العدل والمساواة، الذي قال إنه ساعد في جمع الأدلة ضده. قال «إنني أتطلع إلى مسح اسمي من هذه القضية لأنني متأكد... أنني بالتأكيد لست مذنبا».
بعد مثوله الأولي أمام المحكمة في 18 مايو 2009، غادر هولندا ليعود إلى جنوده. وعقدت جلسة استماع لتأكيد التهم الموجهة إليه في الفترة من 19 إلى 29 أكتوبر 2009 وانتهت في 8 فبراير و 23 أبريل 2010 مع إسقاط التهم ورفض استئناف المدعي العام ضدها.